# 라이트 필드 카메라

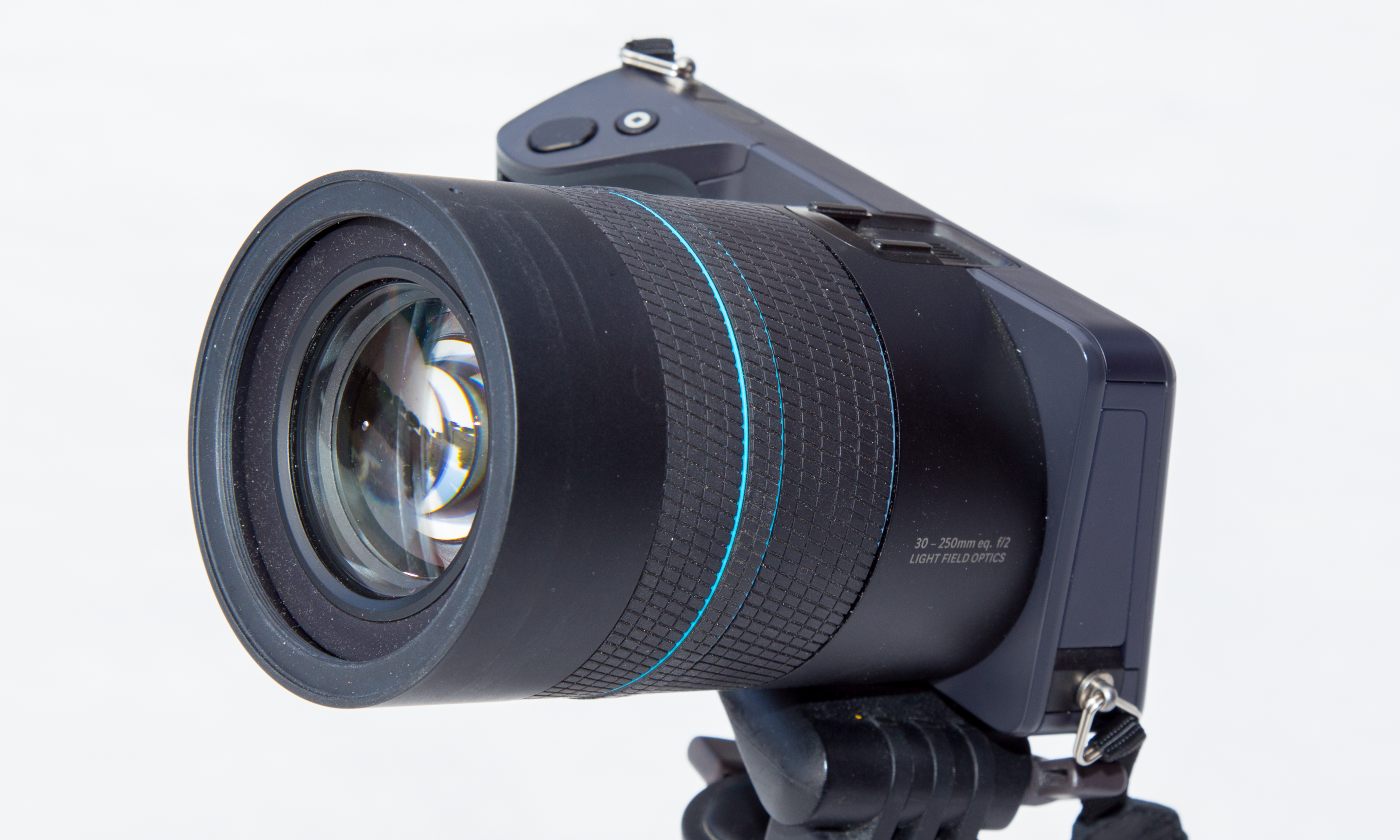
Lytro Illum 2세대 라이트 필드 카메라

라이트 필드 카메라(Light field camera) 또는 플렌옵틱 카메라(plenoptic camera)는 장면에서 나오는 라이트 필드(light field)에 대한 정보를 캡처하는 사진기이다. 즉, 씬의 빛의 강도와 광선이 공간에서 이동하는 정확한 방향이다. 이는 다양한 파장의 빛 강도만 기록하는 기존 카메라와 대조된다.
한 가지 유형은 기존 이미지 센서 앞에 배치된 마이크로 렌즈 배열을 사용하여 강도, 색상 및 방향 정보를 감지한다. 다중 카메라 어레이는 또 다른 유형이다. 홀로그램은 필름 기반 라이트 필드 이미지의 한 유형이다.

## 같이 보기
- 보케
- 라이트로
- 레이트릭스
- 렌 응